# Mesochorus transversus
Mesochorus transversus är en stekelart som beskrevs av Dasch 1971. Mesochorus transversus ingår i släktet Mesochorus och familjen brokparasitsteklar. Inga underarter finns listade i Catalogue of Life.